# Valdefuentes de Sangusín
Valdefuentes de Sangusín – gmina w Hiszpanii, w prowincji Salamanka, w Kastylii i León, o powierzchni 34,56 km². W 2011 roku gmina liczyła 250 mieszkańców.